# South Bay (Florida)
South Bay ist eine Stadt im Palm Beach County im US-Bundesstaat Florida.
Das U.S. Census Bureau hat bei der Volkszählung 2020 eine Einwohnerzahl von 4860 ermittelt.

## Geographie
Die Stadt liegt im Westen des Countys am südlichen Ende des Okeechobeesees.

## Demographische Daten
Laut der Volkszählung 2010 verteilten sich die damaligen 4876 Einwohner auf 1077 Haushalte. Die Bevölkerungsdichte lag bei 696,6 Einw./km². 24,6 % der Bevölkerung bezeichneten sich als Weiße, 65,0 % als Afroamerikaner, 0,2 % als Indianer und 0,6 % als Asian Americans. 7,8 % gaben die Angehörigkeit zu einer anderen Ethnie und 1,9 % zu mehreren Ethnien an. 23,2 % der Bevölkerung bestand aus Hispanics oder Latinos.
Im Jahr 2010 lebten in 48,2 % aller Haushalte Kinder unter 18 Jahren sowie 28,8 % aller Haushalte Personen mit mindestens 65 Jahren. 79,0 % der Haushalte waren Familienhaushalte (bestehend aus verheirateten Paaren mit oder ohne Nachkommen bzw. einem Elternteil mit Nachkomme). Die durchschnittliche Größe eines Haushalts lag bei 3,40 Personen und die durchschnittliche Familiengröße bei 3,71 Personen.
22,5 % der Bevölkerung waren jünger als 20 Jahre, 36,2 % waren 20 bis 39 Jahre alt, 30,8 % waren 40 bis 59 Jahre alt und 10,7 % waren mindestens 60 Jahre alt. Das mittlere Alter betrug 36 Jahre. 68,7 % der Bevölkerung waren männlich und 31,3 % weiblich.
Das durchschnittliche Jahreseinkommen lag bei 25.663 $, dabei lebten 42,9 % der Bevölkerung unter der Armutsgrenze.
Im Jahr 2000 war Englisch die Muttersprache von 77,76 % der Bevölkerung, spanisch sprachen 21,51 % und 0,73 % hatten eine andere Muttersprache.

## Wirtschaft und Infrastruktur

### Bildung (Schulen)
- Suncoast High School
- Inlet Grove High School
- John F Kennedy Middle School
- West Riviera Elementary School
- Riviera Beach Maritime Academy
- Lincoln Elementary School

### Verkehr
Durch das Stadtgebiet führen der U.S. Highway 27 sowie die Florida State Roads 25 und 80.
Der nächste Flughafen ist der Belle Glade State Municipal Airport im benachbarten Belle Glade. Der nächste internationale Flughafen ist der 70 Kilometer östlich gelegene Flughafen Palm Beach bei West Palm Beach.

## Kriminalität
Die Kriminalitätsrate lag im Jahr 2010 mit 408 Punkten (US-Durchschnitt: 266 Punkte) im durchschnittlichen Bereich. Es gab eine Vergewaltigung, sechs Raubüberfälle, 36 Körperverletzungen, 72 Einbrüche, 74 Diebstähle, drei Autodiebstähle und zwei Brandstiftungen.